# Kjell Rosén
Kjell Rosén (Malmö, 24 aprile 1921 – Bunkeflostrand, 13 giugno 1999) è stato un calciatore svedese, di ruolo centrocampista.

## Carriera
Mediano di ruolo, fece parte della nazionale svedese che vinse l'oro alle Olimpiadi del 1948. Due anni dopo arrivò in Italia per giocare in Serie A con le maglie di Torino e Novara, per poi passare all'Angers.

## Palmarès

### Club
- Campionato svedese: 3

Malmö FF: 1943-1944, 1948-1949, 1949-1950
- Coppa di Svezia: 3

Malmö FF: 1944, 1946, 1947

### Nazionale
- Oro olimpico: 1

Londra 1948